# San Pedro Ocopetatillo
San Pedro Ocopetatillo är en kommun i Mexiko.   Den ligger i delstaten Oaxaca, i den sydöstra delen av landet, 270 km sydost om huvudstaden Mexico City.